# Los Delinqüentes
Los Delinqüentes est un groupe musical espagnol, originaire de Jerez de la Frontera, en Andalousie. Formé en 1998, le groupe se sépare en 2012.

## Histoire
Le groupe est formé en 1998 par Miguel Ángel Benítez Gómez (alias Er Migue) (1983-2004), et Marcos del Ojo (alias Er Canijo de Jeré), auxquels se joint par la suite Diego Pozo (alias Er Ratón).
Diego a donné des leçons de guitare flamenca à Miguel et Marcos, qui voulaient jouer du rock et apprendre à pincer. Après quelques leçons ensemble, Diego écoute leur première démo et les présente à Josema García-Pelayo, qui deviendra le producteur du groupe. Leur deuxième démo, qui comprenait la chanson El Duende garrapata et qui a été utilisée pour la chanson thème des Jeux équestres mondiaux de 2002, les aidera à se faire connaître dans leur pays.
Le 6 juillet 2004, Miguel Ángel Benítez Gómez meurt d'une crise cardiaque à l'âge de 21 ans. En 2005, le groupe se réunit et décide de sortir El Verde Rebelde Vuelve, qui comprend des collaborations avec Kiko Veneno, Raimundo Amador, Gualberto García (du groupe Smash) et Bebe. Le 5 mai 2009, après une longue attente due à des problèmes avec la maison de disques, ils sortent Bienvenidos a la Época Iconoclasta, un album plus optimiste produit avec plus d'instruments que d'habitude, avec des collaborations avec Kiko Veneno, Julieta Venegas, Leiva de Pereza, parmi d'autres artistes.
En 2010, les membres du groupe participent à Cómo Apretar los Dientes, l'album posthume de son créateur, Miguel Ángel Benítez Gómez. Ils y collaborent avec plusieurs artistes comme Tomasito, Kiko Veneno ou El Torta. En 2010 également, ils composent et interprètent la bande originale du court métrage Voltereta par Alexis Morante. Le samedi 24 septembre 2010, ils inaugurent leur nouveau lieu de musique à Jerez de la Frontera, appelé "Tío Zappa", coïncidant avec la présentation de leur nouvel album Los Hombres de las Praderas y sus Bordones Calientes avec Tomasito.
Le groupe annonce sa séparation en 2012 pour lancer des projets musicaux indépendants.

## Style musical
Leur musique se caractérise par une fusion des rythmes de leur terre natale avec une pop enflammée et burlesque, très proche du funk ainsi que du rock et du blues ; ils y emploient un grand nombre d'expressions et de façons de prononcer du dialecte andalou. Ils sont très populaires en Espagne, mais ont aussi des fans en Amérique latine. Le groupe a ainsi  effectué des tournées au Mexique à plusieurs occasions.